# Comuna de Przyrów
Przyrów (polaco: Gmina Przyrów) é uma gminy (comuna) na Polónia, na voivodia de Silésia e no condado de Częstochowa. A sede do condado é a cidade de Przyrów.
De acordo com os censos de 2004, a comuna tem 4161 habitantes, com uma densidade 51,7 hab/km².

## Área
Estende-se por uma área de 80,44 km², incluindo:
- área agricola: 61%
- área florestal: 27%

## Demografia
Dados de 30 de Junho 2004:
|                      | Total   | Total | Mulheres | Mulheres | Homens  | Homens |
| -------------------- | ------- | ----- | -------- | -------- | ------- | ------ |
|                      | pessoas | %     | pessoas  | %        | pessoas | %      |
| População            | 4161    | 100   | 2098     | 50,4     | 2063    | 49,6   |
| Densidade (pop./km²) | 51,7    | 100   | 26,1     | 26,1     | 25,6    | 25,6   |

De acordo com dados de 2002, o rendimento médio per capita ascendia a 1411,62 zł.

## Comunas vizinhas
- Dąbrowa Zielona, Janów, Koniecpol, Lelów, Mstów